# Hemicytherura cranekeyensis
Hemicytherura cranekeyensis är en kräftdjursart som beskrevs av H.S. Puri 1960. Hemicytherura cranekeyensis ingår i släktet Hemicytherura och familjen Cytheruridae. Inga underarter finns listade i Catalogue of Life.